# София Маргарета фон Йотинген
София Маргарета фон Йотинген-Йотинген (на немски: Sofie Margarete von Oettingen-Oettingen; * 19 декември 1634 в Улм; † 5 август 1664 в Ансбах) е графиня от Йотинген-Йотинген в Бавария и чрез женитба маркграфиня на княжество Ансбах.
Тя е най-голямата дъщеря на граф Йоахим Ернст фон Йотинген-Йотинген (1612 – 1659) и първата му съпруга графиня Анна Сибила фон Золмс-Зоненвалде]] (1615 – 1635), дъщеря на граф Хайнрих Вилхелм фон Золмс-Зоненвалде (1583 – 1632) и първата му съпруга графиня София Доротея фон Мансфелд-Арнщайн (1593 – 1617).
Тя умира на 5 август 1664 г. в Ансбах на 29 години.

## Фамилия
София Маргарета фон Йотинген се омъжва на 15 октомври 1651 в Йотинген за маркграф Албрехт II фон Бранденбург-Ансбах (1620 – 1667), вторият син на маркграф Йоахим Ернст фон Бранденбург-Ансбах (1582 – 1625) и съпругата му графиня София фон Золмс-Лаубах (1594 – 1651). Тя е втората му съпруга. Те имат 5 деца:
- Луиза София (* 9 декември 1652, Ансбах; † 15 юли 1668)
- Йохан Фридрих (* 18 октомври 1654, Ансбах; † 22 март 1686, Ансбах), маркграф на Бранденбург-Ансбах

∞ 1672 г. за принцеса Йохана Елизабет фон Баден-Дурлах (1651 – 1680)
∞ 1681 г. за принцеса Елеонора фон Саксония-Айзенах (1662 – 1696)
- Албрехт Ернст (* 20 октомври 1659, Ансбах; † 20 октомври 1674, Ансбах)
- Доротея Шарлота (* 18 ноември 1661, Ансбах; † 15 ноември 1705, Дармщат)

∞ 1687 г. омъжена за ландграф Ернст Лудвиг от Хесен-Дармщат (1667 – 1739)
- Елеонора Юлиана (* 13 октомври 1663, Ансбах; † 4 март 1724, Ансбах)

∞ 1682 за херцог Фридрих Карл фон Вюртемберг (1652 – 1698)